# Taeniolabis
Taeniolabis (лат.) — род вымерших млекопитающих из семейства Taeniolabididae отряда многобугорчатых. Обитали во времена палеоценовой эпохи (66,0—63,3 млн лет назад) на территории современных США и Канады.

## Биология
Это крупнейшие известные представители вымершего отряда многобугорчатых, а также крупнейшее из млекопитающих не-териев: масса Taeniolabis taoensis, возможно, превышала 100 кг.

## Классификация
В род включают 3 вымерших вида:
- †T. lamberti Simmons, 1987
- †T. taoensis Cope, 1882
- †T. scalper Cope, 1884